# Palmerston (tkanina)
Palmerston – rodzaj tkaniny dwuwarstwowej. Wykonana jest z dwóch warstw: górna warstwa jest wykonana z przędzy wełnianej zgrzebnej, dolna z przędzy bawełnianej. Tkanina ta jest drapana i folowana w celu spilśnienia włókien. Włos w tkaninie jest układany w jednym kierunku.
Tkanina ta jest używana na zimowe płaszcze męskie.